# Tapices jagellones

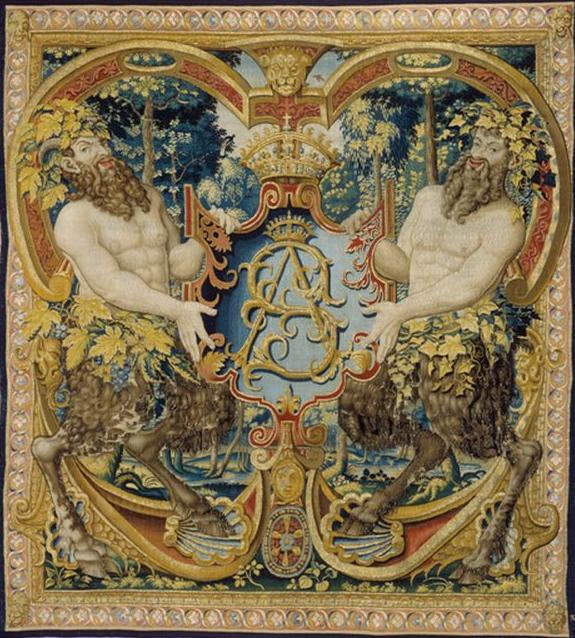
Tapiz con sátiros portando el escudo y monograma SA del rey Segismundo Augusto, ca. 1555.

Los tapices jagellones son una colección de tapices producidos en los Países Bajos y Flandes, la cual originalmente estaba compuesta por 365 telas recolectadas por los Jagellones para decorar el interior del castillo Wawel, su residencia real. También son denominados los Wawel arrases, ya que la mayoría de los tapices que se han conservado son propiedad del museo del castillo Wawel y porque a comienzos del siglo XVI la ciudad francesa de Arras era un gran centro de fabricación de este tipo de decoración para muros. La colección pasó a ser propiedad de la Corona del Reino de Polonia de acuerdo al testamento de Segismundo II Augusto.

## Historia
Los primeros tapices fueron comprados por la reina Bona Sforza para su dote. Luego en 1526 y 1533, Segismundo I el Viejo encargó 108 tapices en Amberes y Brujas. Sin embargo la mayoría de los tapices, fueron encargados por el rey Segismund II Augusto en Bruselas en los talleres de Willem y Jan de Kempeneer, Jan van Tieghem y Nicolas Leyniers entre 1550 y 1565. Inicialmente, la colección real contaba con 170 tapices, incluyendo 84 tapices en blanco y negro con el emblema real y las letras SA, 8 tapices que Segismundo I el Viejo había recibido de manos del Emperador Maximiliano I, y otros, presentes de delegaciones extranjeras. Los regalos incluían un tapiz con el águila polaca fechado en 1560, las iniciales reales y las letras CKCH (Christophorus Krupski Capitaneus Horodlo) al lado del escudo de armas korczako y la inscripción SCABELLVM PEDVM TVORVM (la banqueta bajo tus pies, Salmo 110, Un salmo a David), un regalo de Krzysztof Krupski, starosta de Horodło para Segismundo Augusto. Los tapices fueron presentados en público por primera vez durante el casamiento del rey Segismundo Augusto con Catalina de Austria. Unos 138 se han conservado hasta principios del siglo XXI, de los cuales 30 se exponen al público. Se los ha adosado a grandes muros y algunos llegan a medir 5 × 9 m. Los tapices están fabricados con hebras de lana, seda y oro y tejido en telares con una densidad de unas 8 a 10 hebras de trama por centímetro.

## Piezas de la colección
La serie comprende los siguientes temas:

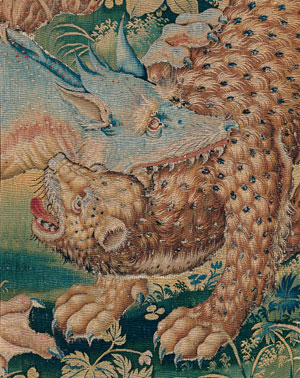
Dragón luchando con una pantera (detalle), diseño de un artista del círculo de Pieter Coecke van Aelst.

- Escenas bíblicas - escenas de la Historia de los primeros padres, la Historia de Noé y la Historia de la Torre de Babel[3] (número de inventario de museo Wawel 1 - 18), la Historia de Moisés, la Historia de Absalom, la Historia de Nabuconodosor y la Historia de Saúl, creados por dibujos de Michiel Coxie, con elementos decorativos proporcionados por artistas desconocidos cercanos a Cornelis Floris y Cornelis Bos,[11]
- Escenas mitológicas - escenas de la Guerra de Troya, las Expediciones militares de Ciro rey de Persia, la Historia de Rómulo y Remo, la Historia de Escipión, la Historia de Anibal, la Historia de Julio Cesar y la Historia de Octaviano Augusto,[12]
- Paisajes y escenas con animales[3] (número de inventario del museo Wawel 19 - 78) creados hacia 1560, según dibujo de un artista desconocido relacionado con Pieter Coecke van Aelst,[13]
- Escenas de grutesco con el escudo de armas de Polonia y Lituania y las iniciales reales[3] (número de inventario del museo Wawel 79 - 134/2) creadas hacia 1560, según un dibujo de un artista desconocido relacionado con Cornelis Floris y Cornelis Bos, tres grutescos (número de inventario 92, 93, 94) basados en dibujos de Cornelis Bos.

Los tapices bíblicos son expuestos en forma rotativa en los salones del segundo piso del castillo, y los tapices con animales, como también los grutescos con monogramas y escudos de armas en ambos pisos.
Esta es la mayor colección de tapices que gobernante alguno haya encargado jamás.
De acuerdo al testamento del último rey jagellon los arrases flamencos en oro o figurativos junto con los más simples fueron legados a las tres hermanas del rey y luego del fallecimiento de ellas han pasado a ser propiedad de Tesoro del Estado, bajo custodia del Parlamento de la Mancomunidad para formar parte del bien común de la Mancomunidad y no para beneficio privado de futuros reyes (fragmento de la resolución de la Dieta).

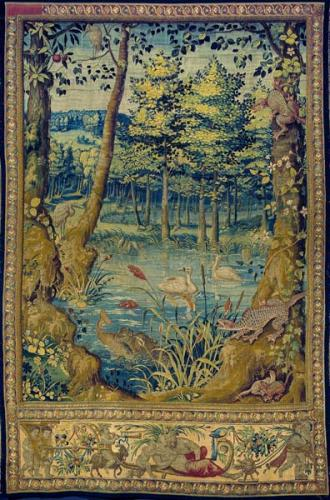
Una nutria con un pescado en su boca, atelier de Jan van Tieghem, ca. 1555.

Desafortunadamente, el testamento era un tanto impreciso por lo cual fue causa de numerosos conflictos sobre la propiedad de los tapices entre los reyes y nobles. Solo durante un breve lapso la colección se mantuvo completa en el Castillo en Tykocin hasta 1572. Luego las hermanas del rey desparramaron las piezas de la colección entre sus residencias en Cracovia, Niepołomice, Varsovia, Vilnius y Hrodna, y hasta enviaron algunas piezas a Suecia. El rey Segismundo III Vasa trajo de regreso 30 piezas que Anna Jagiellon había enviado a Estocolmo a su hermana Catalina (madre de Segismundo). En 1633, tres de los tapices con escenas de la Historia de Moisés, fueron presentados por Jerzy Ossoliński, en representación del rey Vladislao IV Vasa, al Papa Urbano VIII. Durante el período denominado Diluvio de la historia polaca Jerzy Sebastian Lubomirski escondió la colección en sus mansiones en Spiš. Los años siguientes el rey Juan II Casimiro Vasa hipotecó 157 tapices a un comerciante de Gdańsk, Jan Gratta, sin el consentimiento del parlamento. Para solventar sus gastos luego de su abdicación el rey tomó algunos tapices y los llevó consigo a Francia. Ello dio origen a protestas por parte de la nobleza y la deuda del rey recién fue pagada en 1724. El parlamento ordenó que los tapices fueran guardados en el convento carmelita de Varsovia y fueron expuestos por última vez durante la coronación del rey Stanisław Augustus en 1764. Luego de la reconstrucción de los espacios interiores del Castillo Real de Varsovia en estilo neoclásico el rey encargó nuevos tapices en Francia y la colección jagelloniana fue quitada de los muros y almacenada en el edificio del Comité del Tesoro - Palacio de la República. Según un inventario realizado durante el reinado de Stanisław Augusto había unos 156 arrasses. En 1795, luego de la Tercera partición de Polonia, los tapices y otras riquezas saqueados de las residencias reales, fueron llevados por Alexander Suvorov a Rusia.

Felicidad en el paraíso, atelier de Jan de Kempeneer, ca. 1550.

Luego de recobrar su independencia y salir victorioso en la guerra contra la Unión Soviética el gobierno polaco logró recuperar entre 1922 y 1924, 137 tapices, en diversos estados de conservación. Algunos de ellos habían sido cortados para acomodar sus dimensiones a las de los muros del Palacio de Invierno y del Palacio de Gátchina, o fueron utilizados para tapizar muebles. Algunos aún se encuentran en Rusia, expuestos en diferentes museos, sin especificar su origen, y el gobierno soviético sostiene que los tapices compensan las deudas polacas. Al comenzar la Segunda Guerra Mundial en 1939, los tapices que estaban almacenados en el Castillo Wawel fueron transportados a Rumania, Francia e Inglaterra a Canadá para finalmente regresar, luego de negociaciones que se extendieron durante quince años, a la República Popular de Polonia durante la década de 1960. En 1961, cuando la colección real regresó a Polonia de su larga ausencia fue bienvenida por Segismundo Bell y los habitantes de Cracovia. En la actualidad el castillo Real de Wawel posee 137 tapices (2 de ellos, Paisaje del bosque con ciervo y pato capturando un pez y el Paisaje de bosque con ciervo y jirafas de Nicolas Leyniers, se exhiben en el Castillo Real de Varsovia), la Caída moral de la humanidad antes del diluvio, regresó a Polonia en 1977 como regalo de la Unión Soviética, se encuentra en el Castillo Real de Varsovia y uno de los faltantes, apareció en el mercado de antigüedades en la década de 1950 y fue adquirido por el Rijksmuseum en Ámsterdam. En la actualidad, los 136 que se encuentran en posesión del castillo Wawel y conforman la mejor colección de tapices de Europa.